# Енн Гендерсен-Селлерс
Енн Гендерсон-Селлерс (англ. Ann Henderson-Sellers; нар. 1952) — заслужена професорка кафедри довкілля та географії Університету Маккуорі, Сідней. У 2006 та 2007 роках вона була директором Спільного штабу з планування (JPS) Світової програми дослідження клімату, а з 1998 по 2005 рік — директором Відділу навколишнього середовища в ANSTO. Вона була заступником віце-канцлера (з досліджень та розробок) Королівського технологічного інституту в Мельбурні з 1996 по 1998 рік. До цього вона була директором-засновником Центру кліматичних впливів при Університеті Маккуорі, де вона продовжує обіймати професуру з фізичної географії.

## Кар'єра
Раніше Гендерсон-Селлерс керувала Проектом ВМО для співставлення схем параметризації наземної поверхні, який діє як міжнародна «співпраця» на базі Інтернету. Нещодавно вона очолила Групу аналізу модельного консорціуму з оцінки клімату (MECCA). Вона також виступає консультантом Університету ООН з різних аспектів впливу клімату. Протягом 1995 року вона була головним автором скликання для SAR МГЕЗК.
Професор Гендерсон-Селлерс все своє життя була вченою із систем Землі, очолюючи опис та прогнозування впливу земельного покриву та зміни землекористування на клімат та системи людини. Вона має ступінь бакалавра математики, здобула ступінь кандидата наук у співпраці з Метеорологічним бюро Великої Британії та здобула ступінь доктора філософії в кліматичній науці в 1999 році. Вона є обраним науковим співробітником Австралійської академії технологічних наук та техніки і була нагороджена Столітньою медаллю Австралії за служіння австралійському товариству з метеорології в 2003 році.
Енн є «найбільш цитованим» автором ISI понад 500 публікацій, у тому числі 14 книг, та обраним членом Геофізичного союзу Америки та Американського метеорологічного товариства.
У її есе «Звіт МГЕЗК: Що насправді думають провідні автори» розглядаються погляди провідних авторів МГЕЗК, особливо щодо процесу 4-го звіту про оцінку.

## Праці
- «Кліматичний підручник з моделювання клімату» (перший автор Кендал Макґаффі, 4-е видання, John Wiley and Sons, 2014).